# Классическая серия фильмов ужасов студии Hammer
Классическая серия фильмов ужасов студии Hammer — цикл фильмов ужасов, которые были сняты начиная со второй половины 1950-х годов на британской киностудии Hammer Film Productions Limited и оказали значительное влияние на развитие жанрового кинематографа.

## Особенности
«Хаммеровские» ужастики часто представляли собой ремейки популярных фильмов ужасов прошлых лет, однако их сюжеты были существенно переработаны. Серия примечательна также тем, что была практически вся (за исключением психологических триллеров без фантастического элемента) снята в цвете, а не в черно-белом исполненни, гораздо более характерном для фильмов ужасов 1940—1950-х годов.
Ключевыми фигурами при создании этой серии фильмов были режиссёр Теренс Фишер, сценарист Джимми Сангстер и продюсер Энтони Хиндс. Серия заложила основу для звёздных карьер актёров Кристофера Ли и Питера Кушинга.

## Циклы

### Франкенштейн

Питер Кушинг и Роберт Эркхарт в фильме «Проклятие Франкенштейна» (1957)

В отличие от американской версии развития этого сюжета, в центре внимания «хаммеровской» серии оказывается не Создание, а сам Франкенштейн. В то время, как образ и сущность Создания от фильма к фильму кардинально меняются, созданный Питером Кушингом классический образ барона Виктора Франкенштейна, раз за разом с вызывающим пренебрежением к морали атакующим границы допустимого, остаётся в основе своей неизменным.
- «Проклятие Франкенштейна» (The Curse of Frankenstein, 1957)
- «Месть Франкенштейна» (The Revenge of Frankenstein, 1958)
- «Зло Франкенштейна» (The Evil of Frankenstein, 1964)
- «Франкенштейн создал женщину» (Frankenstein Created Woman, 1967)
- «Франкенштейн должен быть уничтожен» (Frankenstein Must Be Destroyed, 1969)
- «Ужас Франкенштейна» (The Horror of Frankenstein, 1970)
- «Франкенштейн и чудовище из ада» (Frankenstein and the Monster from Hell, 1974)

### Дракула
«Хаммеровская» серия фильмов о Дракуле стала этапной для развития вампирской темы в мировом кинематографе. Созданный Кристофером Ли образ жестокого человекоподобного хищника эффективно вытеснил из кино более театрального аристократического Дракулу в исполнении Белы Лугоши и наложил отпечаток практически на все последующие киноверсии этого сюжета. Другая ключевая роль цикла — Ван Хелсинг в исполнении Питера Кушинга. В заключительном фильме серии, ввиду окончательной победы на Дракулой, Ли уже не снимался. А Питеру Кушингу противостояла целая компания вампиров в стиле кунг-фу. Другим важным аспектом Хаммеровской вампирской франшизы стало закрепление в массовом сознании основных представлений обобщённого мифа о вампирах, в частности, особой вредоносности для них распятий и чеснока.
- «Дракула» (Dracula, 1958)
- «Невесты Дракулы» (The Brides of Dracula, 1960)
- «Дракула: Князь Тьмы» (Dracula: Prince of Darkness, 1966)
- «Дракула восстал из могилы» (Dracula Has Risen from the Grave, 1968)
- «Вкус крови Дракулы» (Taste the Blood of Dracula, 1970)
- «Шрамы Дракулы» (Scars of Dracula, 1970)
- «Дракула, год 1972» (Dracula AD 1972, 1972)
- «Дьявольские обряды Дракулы» (The Satanic Rites of Dracula, 1973)
- «Семь золотых вампиров» (The Legend of Seven Golden Vampires, 1974)

### Мумия
Гораздо менее успешный цикл по мотивам «Мумии» 1932 года и ряда её продолжений. В отличие от других циклов-ремейков студии, история оживлённой мумии подверглась наименьшим изменениям и переосмыслениям; возможно, именно поэтому она не стала значительным достижением на фоне других сюжетных линеек.
- «Мумия» (The Mummy, 1959)
- «Проклятие гробницы мумии» (The Curse of the Mummy’s Tomb, 1964)
- «Саван мумии» (The Mummy’s Shroud, 1966)
- «Кровь из гробницы мумии» (Blood from the Mummy’s Tomb, 1971)

### Трилогия Карнштайн
Развитие «вампирской» темы на основе сюжета повести Шеридана Ле Фаню «Кармилла», ставшее сочетанием классической для Хаммер темы и вынужденного расширения направления sexploitation.
- «Любовницы-вампирши» (The Vampire Lovers, 1970)
- «Страсть к вампиру» (Lust for a Vampire, 1971)
- «Близнецы зла» (Twins of Evil, 1972)

### Бернард Куотермасс
- «Эксперимент Куотермасса» (The Quatermass Xperiment, 1955)
- «Куотермасс 2» (Quatermass 2, 1957)
- «Куотермасс и колодец» (Quatermass and the Pit, 1967)

### Джекилл и Хайд
- «Гадкий утёнок» (The Ugly Duckling, 1959)
- «Два лица доктора Джекила» (The Two Faces of Dr. Jekyll, 1960)
- «Доктор Джекил и сестра Хайд» (Doctor Jekyll and Sister Hyde, 1971)

## Другие значительные фильмы
- «Дыхательная трубка» (The Snorkel, 1958)
- «Собака Баскервилей» (The Hound of Baskervilles, 1959)
- «Душители из Бомбея» (The Stranglers of Bombay, 1960)
- «Тень кота» (Shadow of the Cat, 1961)
- «Проклятие оборотня» (The Curse of the Werewolf, 1961)
- «Вкус страха» (A Taste of Fear, 1961)
- «Призрак Оперы» (The Phantom of the Opera, 1962)
- «Капитан Клегг» (Captain Clegg, 1962)
- «Пираты кровавой реки» (The Pirates of Blood River, 1962)
- «Поцелуй вампира» (The Kiss of a Vampire, 1963)
- «Маньяк» (Maniac, 1963)
- «Горгона» (The Gorgon, 1964)
- «Кошмар» (Nigfhtmare, 1964)
- «Старый темный дом» (The Old Dark House, 1964)
- «Параноик» (Paranoiac!, 1963)
- «Фанатик» (Fanatic, 1965)
- «Няня» (The Nanny, 1965)
- «Рептилия» (The Reptile, 1965)
- «Чума зомби» (The Plague of the Zombies, 1965)
- «Распутин, безумный монах» (Rasputin, the Mad Monk, 1966)
- «В бурном темпе» (Crescendo, 1970)
- «Цирк вампиров» (Vampire Circus, 1971)
- «Графиня Дракула» (Countess Dracula, 1971)
- «Руки потрошителя» (Hands of a Ripper, 1971)
- «Демоны в мыслях» (Demons of mind, 1972)
- «Страх в ночи» (Fear in the Night, 1972)
- «Дочь Сатаны» (To the Devil a Daughter, 1976)